# Codice ATC V01
Il codice ATC V01 "Allergeni" è un sottogruppo terapeutico del sistema di classificazione Anatomico Terapeutico e Chimico, un sistema di codici alfanumerici sviluppato dall'OMS per la classificazione dei farmaci e altri prodotti medici. Il sottogruppo V01 fa parte del gruppo anatomico V dei Farmaci Vari.
Codici per uso veterinario (codici ATCvet) possono essere creati ponendo la lettera Q di fronte al codice ATC umano: QV ...
Numeri nazionali della classificazione ATC possono includere codici aggiuntivi non presenti in questa lista, che segue la versione OMS.

## V01A Allergeni

### V01AA Estratti di allergeni
V01AA01 Piume
V01AA02 Polline
V01AA03 Acari della polvere
V01AA04 Muffe e lieviti
V01AA05 Polline degli alberi
V01AA07 Insetti
V01AA08 Cibo
V01AA09 Tessuti
V01AA10 Fiori
V01AA11 Animali
V01AA20 Vari